# Çaka Bey

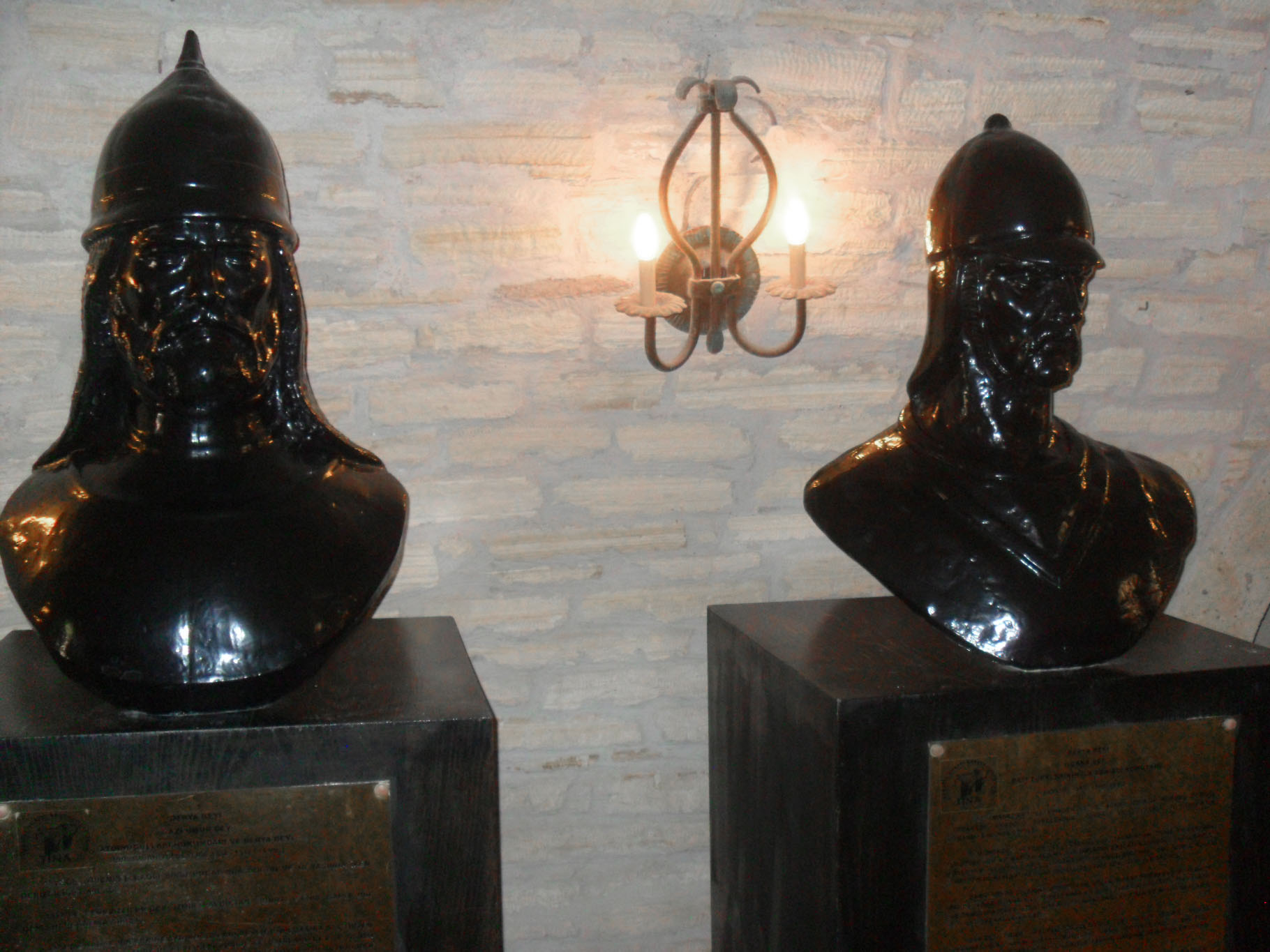
Türkische Darstellung in Form einer Büste im Museum von Çeşme bei Izmir

Çaka Bey (auch Çakan Bey, mittelgriechisch Τζαχάς Tzachas; * ca. 1040, † 1092) war ein seldschukischer Bey und Pirat im 11. Jahrhundert.
Nach der Schlacht von Manzikert 1071 wurde er von Alp Arslan beauftragt Westanatolien zu erobern. Bei seinen Feldzügen wurde er von den Byzantinern gefangen genommen. Nachdem er einige Zeit in byzantinischer Gefangenschaft verbracht hatte, erlangte er ca. 1081 die Kontrolle über Smyrna. Er baute die erste türkische Flotte auf und neben Piratenaktivitäten eroberte er verschiedene byzantinische Inseln, u. a. Samos, Chios und Lesbos. Çaka Bey beanspruchte ab 1091 den byzantinischen Kaisertitel für sich und verheiratete seine Tochter mit dem seldschukischen Sultan Kılıç Arslan I. Laut byzantinischen Quellen ließ ihn dieser aber 1092 ermorden. Die Byzantiner unter Alexios I. konnten kurz darauf das von Çaka Bey kontrollierte Gebiet zurückerobern.